# 홀라브룬군

홀라브룬군의 위치

홀라브룬군(독일어: Bezirk Hollabrunn)은 오스트리아 니더외스터라이히주에 위치한 군으로 행정 중심지는 홀라브룬이며 면적은 1,010.88km2, 인구는 52,058명(2023년 기준), 인구 밀도는 51명/km2이다. 동쪽으로는 미스텔바흐군, 남동쪽으로는 코르노이부르크군, 남쪽으로는 툴른군, 남서쪽으로는 크렘스란트군, 서쪽으로는 호른군과 접하며 북쪽으로는 체코와 국경을 접한다.

## 하위 행정 구역
6개 도시, 15개 시장도시, 3개 일반 시를 관할한다.
- 도시
  - 하르데크(Hardegg)
  - 홀라브룬(Hollabrunn)
  - 마이사우(Maissau)
  - 풀카우(Pulkau)
  - 레츠(Retz)
  - 슈라텐탈(Schrattenthal)
- 시장도시
  - 괼러스도르프(Göllersdorf)
  - 그라베른(Grabern)
  - 군터스도르프(Guntersdorf)
  - 하드레스(Hadres)
  - 하우크스도르프(Haugsdorf)
  - 호엔바르트뮐바흐암만하르츠베르크(Hohenwarth-Mühlbach am Manhartsberg)
  - 마일베르크(Mailberg)
  - 나퍼스도르프카머스도르프(Nappersdorf-Kammersdorf)
  - 페르너스도르프(Pernersdorf)
  - 라펠스바흐(Ravelsbach)
  - 제펠트카돌츠(Seefeld-Kadolz)
  - 지첸도르프안데어슈미다(Sitzendorf an der Schmida)
  - 불러스도르프(Wullersdorf)
  - 첼렌도르프(Zellerndorf)
  - 치어스도르프(Ziersdorf)
- 일반 시
  - 알베른도르프임풀카우탈(Alberndorf im Pulkautal)
  - 헬덴베르크(Heldenberg)
  - 레츠바흐(Retzbach)